# 日中泰景
日中 泰景（ひなか やすかげ、1977年5月17日 - ）は、日本の俳優、声優。福岡県出身。舞夢プロ所属。
身長171cm。体重73kg。血液型はO型。

## 出演

### 映画
- ホーム・スイートホーム2 日傘の来た道（2003年）
- 映画 ひみつのアッコちゃん（2012年）
- L♥DK（2014年）
- シン・ゴジラ（2016年） - 壱岐治(事務担当総理秘書官(防衛省) 役[2][3]

### テレビドラマ
NHK
- 大河ドラマ
  - 龍馬伝（2010年）
- 連続テレビ小説
  - ゲゲゲの女房（2010年）
- チェイス〜国税査察官〜（2010年）
- チャンス（2010年）
- セカンドバージン（2010年） - 日中[1] 役
- はつ恋（2012年）
- おふこうさん（2014年）
- 洞窟おじさん（2015年）

日本テレビ
- 一番大切な人は誰ですか?（2004年）
- ブルドクター（2011年）
- 家族、貸します 〜ファミリー・コンプレックス〜（2012年）
- 斉藤さん2（2014年）
- ドS刑事（2015年） - 町田 役
- アンサンブル 第2話 （2025年1月25日、日本テレビ） - 高校教師 役

TBS
- 月曜ドラマスペシャル
  - 「ミステリー作家 桜田桃子の冒険」（2000年）
- 月曜ミステリー劇場
  - 「駅前タクシー湯けむり事件案内2」（2003年）
- MONSTERS（2012年） - 北山浩二 役（レギュラー）
- 時計屋の娘（2013年）
- Dr.DMAT（2014年） - 沢井幸助 役
- 夜のせんせい（2014年）
- 月曜ゴールデン
  - 「信濃のコロンボ 2」（2014年） - 武田喜助（青年期） 役
- 不適切にもほどがある!（2024年2月9日、TBS） - リングアナウンサー 役

フジテレビ
- 幸せになろうよ（2011年）
- 幸せの時間（2012年）
- 土曜プレミアム
  - 「ガリレオXX 内海薫最後の事件 愚弄ぶ」（2013年）
- 銭の戦争（2015年）
- 問題のあるレストラン（2015年） - 吉田 役
- おいハンサム!!（2022年1月8日 - 2月26日、東海テレビ） - 源太郎の部下 役
  - おいハンサム!!2（2024年4月6日 - 5月25日）
- 元彼の遺言状 第5話（2022年5月9日） - 業者 役
- 浅草ラスボスおばあちゃん 第3話（2025年7月19日、東海テレビ） - 福祉課職員 役[4]

テレビ朝日
- 相棒 Season 12（2013年）
- 死神くん（2014年） - 山村和弘 役
- 土曜ワイド劇場
  - 「ショカツの女〜新宿西署・刑事課強行犯係 9」（2014年）
- 仮面ライダーゼロワン（2020年） - リポーター 役

テレビ東京
- 水曜ミステリー9
  - 「葬儀屋松子の事件簿2」（2013年）
  - 「嫌われ監察官 音無一六〜警察内部調査の鬼〜2」（2014年）
  - 「小杉健治サスペンス 保身」（2015年）
- ダブルチート 偽りの警官 Season1 第6話（2024年5月31日、テレビ東京・WOWOW） - 記者 役[5]

WOWOW
- ドラマW
  - 予告犯 -THE PAIN-（2015年）
  - 闇の伴走者〜編集長の条件 最終話（2018年4月28日、WOWOW） - ケーキ屋店員 役（声のみ）[6][7]

### 舞台
- 二人の謝肉祭（2003年）
- ガンバ（2003年）
- 夢公園に夜はふけて（2003年）
- 阿呆浪士（2003年）
- 波止場の風（2004年）
- 人魂黄表紙（2005年）
- テクニカルワンダーランド（2006年）
- 明日は雨（2007年）
- ウェルズの教室（2008年）
- 八犬伝（2008年）
- ラビリンスト（2009年）
- アイゼルネ・ユングフラウ（2010年）
- ボーグ（2010年）
- 音楽芸能諜報部!（2011年）
- オブラディオブラダ（2012年）

### CM
- キッコーマン わが家は焼肉屋さん（2008年）
- アサヒビール クリアアサヒ（2009年）
- 大塚ベバレジ（2009年）
- 双葉社（2010年、ラジオCM）
- 任天堂 Wii アンパンマン にこにこパーティ（2010年）
- ソニー・コンピュータエンタテインメント PlayStation 3 torne（2010年）
- ダイハツ・ミライース（2012年）
- ミツカン 金のごまだれ（2012年）
- 花王 ヘルシア緑茶（2013年）

### PV
- UNICORN Feel So Moon（2012年）

### ゲーム
2004年
- Relict 〜トキの忘れもの〜

2005年
- 謎解きドラゴニア（2005年）

### VP
- セブン-イレブン（2012年）
- 東急不動産（2012年）
- 東京都福祉保健局（2012年）

### WEB
- 声の図書館（2006年）
- 女子アナ 革命ステーション5+25（2009年、LISMO Video）

### 雑誌
- るるぶ埼玉'09 〜鉄道博物館〜（2008年）
- シェリング・プラウ + バイエル薬品（2008年）
- MONSTERS OFFICIAL BOOK（2012年）